# 2025 în tenis
Această pagină acoperă toate evenimentele importante din tenis de-a lungul anului 2025. Oferă rezultatele turneelor notabile din 2025, atât în circuitele ATP și WTA cât și Cupa Davis și Billie Jean King Cup.

## Turnee de Grand Slam
| Categorie       | Turneu          | Campion        | Finalist         | Scor                                    |
| --------------- | --------------- | -------------- | ---------------- | --------------------------------------- |
| Simplu masculin | Australian Open | Jannik Sinner  | Alexander Zverev | 6–3, 7–6(7–4), 6–3                      |
| Simplu masculin | French Open     | Carlos Alcaraz | Jannik Sinner    | 4–6, 6–7(4–7), 6–4, 7–6(7–3), 7–6(10–2) |
| Simplu masculin | Wimbledon       | Jannik Sinner  | Carlos Alcaraz   | 4–6, 6–4, 6–4, 6–4                      |
| Simplu masculin | US Open         |                |                  |                                         |

| Categorie      | Turneu          | Campion      | Finalist         | Scor               |
| -------------- | --------------- | ------------ | ---------------- | ------------------ |
| Simplu feminin | Australian Open | Madison Keys | Arina Sabalenka  | 6–3, 2–6, 7–5      |
| Simplu feminin | French Open     | Coco Gauff   | Arina Sabalenka  | 6–7(5–7), 6–2, 6–4 |
| Simplu feminin | Wimbledon       | Iga Świątek  | Amanda Anisimova | 6–0, 6–0           |
| Simplu feminin | US Open         |              |                  |                    |

| Categorie      | Turneu          | Campion                            | Finalist                        | Scor                      |
| -------------- | --------------- | ---------------------------------- | ------------------------------- | ------------------------- |
| Dublu masculin | Australian Open | Harri Heliövaara Henry Patten      | Simone Bolelli Andrea Vavassori | 6–7(16–18), 7–6(7–5), 6–3 |
| Dublu masculin | French Open     | Marcel Granollers Horacio Zeballos | Joe Salisbury Neal Skupski      | 6–0, 6–7(5–7), 7–5        |
| Dublu masculin | Wimbledon       | Julian Cash Lloyd Glasspool        | Rinky Hijikata David Pel        | 6–2, 7–6(7–3)             |
| Dublu masculin | US Open         |                                    |                                 |                           |

| Categorie     | Turneu          | Campion                            | Finalist                        | Scor               |
| ------------- | --------------- | ---------------------------------- | ------------------------------- | ------------------ |
| Dublu feminin | Australian Open | Kateřina Siniaková Taylor Townsend | Hsieh Su-wei Jeļena Ostapenko   | 6–2, 6–7(4–7), 6–3 |
| Dublu feminin | French Open     | Sara Errani Jasmine Paolini        | Anna Danilina Aleksandra Krunić | 6–4, 2–6, 6–1      |
| Dublu feminin | Wimbledon       | Veronika Kudermetova Elise Mertens | Hsieh Su-wei Jeļena Ostapenko   | 3–6, 6–2, 6–4      |
| Dublu feminin | US Open         |                                    |                                 |                    |

| Categorie  | Turneu          | Campion                        | Finalist                            | Scor               |
| ---------- | --------------- | ------------------------------ | ----------------------------------- | ------------------ |
| Dublu mixt | Australian Open | Olivia Gadecki John Peers      | Kimberly Birrell John-Patrick Smith | 3–6, 6–4, [10–6]   |
| Dublu mixt | French Open     | Sara Errani Andrea Vavassori   | Taylor Townsend Evan King           | 6–4, 6–2           |
| Dublu mixt | Wimbledon       | Sem Verbeek Kateřina Siniaková | Joe Salisbury Luisa Stefani         | 7–6(7–3), 7–6(7–3) |
| Dublu mixt | US Open         |                                |                                     |                    |

## United Cup
|  | Sferturi de finală | Sferturi de finală | Sferturi de finală |               |               | Semifinale    | Semifinale | Semifinale |  |  | Finală | Finală | Finală |  |
|  |                    |                    |                    |               |               |               |            |            |  |  |        |        |        |  |
|  | Kazahstan          | Kazahstan          | 2                  |               |               |               |            |            |  |  |        |        |        |  |
|  | Kazahstan          | Kazahstan          | 2                  |               |               |               |            |            |  |  |        |        |        |  |
|  | Germania           | Germania           | 1                  |               |               |               |            |            |  |  |        |        |        |  |
|  | Germania           | Germania           | 1                  |               | Kazahstan     | Kazahstan     | 0          |            |  |  |        |        |        |  |
|  |                    |                    |                    |               | Kazahstan     | Kazahstan     | 0          |            |  |  |        |        |        |  |
|  |                    |                    | Polonia            | Polonia       | 3             |               |            |            |  |  |        |        |        |  |
|  | Polonia            | Polonia            | Polonia            | Polonia       | 3             | 3             |            |            |  |  |        |        |        |  |
|  | Polonia            | Polonia            |                    |               |               |               |            |            |  |  |        |        |        |  |
|  | Marea Britanie     | Marea Britanie     | 0                  |               |               |               |            |            |  |  |        |        |        |  |
|  | Marea Britanie     | Marea Britanie     | 0                  |               | Polonia       | Polonia       | 0          |            |  |  |        |        |        |  |
|  |                    |                    |                    |               |               |               |            |            |  |  |        |        |        |  |
|  |                    |                    | Statele Unite      | Statele Unite | 2             |               |            |            |  |  |        |        |        |  |
|  | Statele Unite      | Statele Unite      | Statele Unite      | Statele Unite | 2             | 3             |            |            |  |  |        |        |        |  |
|  | Statele Unite      | Statele Unite      |                    |               |               |               |            |            |  |  |        |        |        |  |
|  | China              | China              | 0                  |               |               |               |            |            |  |  |        |        |        |  |
|  | China              | China              | 0                  |               | Statele Unite | Statele Unite | 3          |            |  |  |        |        |        |  |
|  |                    |                    |                    |               | Statele Unite | Statele Unite | 3          |            |  |  |        |        |        |  |
|  |                    |                    | Cehia              | Cehia         | 0             |               |            |            |  |  |        |        |        |  |
|  | Italia             | Italia             | Cehia              | Cehia         | 0             | 1             |            |            |  |  |        |        |        |  |
|  | Italia             | Italia             |                    |               |               |               |            |            |  |  |        |        |        |  |
|  | Cehia              | Cehia              | 2                  |               |               |               |            |            |  |  |        |        |        |  |

## ATP 1000
| Masters                     | Campion simplu | Finalist        | Scor                    | Campioni dublu                     | Finaliști                       | Scor                   |
| --------------------------- | -------------- | --------------- | ----------------------- | ---------------------------------- | ------------------------------- | ---------------------- |
| Indian Wells Simplu – Dublu | Jack Draper    | Holger Rune     | 6–2, 6–2                | Marcelo Arévalo Mate Pavić         | Sebastian Korda Jordan Thompson | 6–3, 6–4               |
| Miami Simplu – Dublu        | Jakub Mensik   | Novak Djokovic  | 7–6(7–4), 7–6(7–4)      | Marcelo Arévalo Mate Pavić         | Julian Cash Lloyd Glasspool     | 7–6(7–3), 6–3          |
| Monte-Carlo Simplu – Dublu  | Carlos Alcaraz | Lorenzo Musetti | 3–6, 6–1, 6–0           | Romain Arneodo Manuel Guinard      | Julian Cash Lloyd Glasspool     | 1–6, 7–6(10–8), [10–8] |
| Madrid Simplu – Dublu       | Casper Ruud    | Jack Draper     | 7–5, 3–6, 6–4           | Marcel Granollers Horacio Zeballos | Marcelo Arévalo Mate Pavić      | 6–4, 6–4               |
| Roma Simplu – Dublu         | Carlos Alcaraz | Jannik Sinner   | 7–6(7–5), 6–1           | Marcelo Arévalo Mate Pavić         | Sadio Doumbia Fabien Reboul     | 6–4, 6–7(6–8), [13–11] |
| Toronto Simplu – Dublu      | Ben Shelton    | Karen Haceanov  | 6–7(5–7), 6–4, 7–6(7–3) | Julian Cash Lloyd Glasspool        | Joe Salisbury Neal Skupski      | 6–3, 6–7(5–7), [13–11] |
| Cincinnati Simplu – Dublu   | Carlos Alcaraz | Jannik Sinner   | 5–0 ret.                | Nikola Mektić Rajeev Ram           | Lorenzo Musetti Lorenzo Sonego  | 4–6, 6–3, [10–5]       |

## WTA 1000
| Turneu       | Campioană                          | Finalistă                          | Scor                     |
| ------------ | ---------------------------------- | ---------------------------------- | ------------------------ |
| WTA 1000     |                                    |                                    |                          |
| Doha         | Amanda Anisimova                   | Jeļena Ostapenko                   | 6–4, 6–3                 |
| Doha         | Sara Errani Jasmine Paolini        | Jiang Xinyu Wu Fang-hsien          | 7–5, 7–6(12–10)          |
| Dubai        | Mirra Andreeva                     | Clara Tauson                       | 7–6(7–1), 6–1            |
| Dubai        | Kateřina Siniaková Taylor Townsend | Hsieh Su-wei Jeļena Ostapenko      | 7–6(7–5), 6–4            |
| Indian Wells | Mirra Andreeva                     | Arina Sabalenka                    | 2–6, 6–4, 6–3            |
| Indian Wells | Asia Muhammad Demi Schuurs         | Tereza Mihalíková Olivia Nicholls  | 6–2, 7–6(7–4)            |
| Miami        | Arina Sabalenka                    | Jessica Pegula                     | 7–5, 6–2                 |
| Miami        | Mirra Andreeva Diana Shnaider      | Cristina Bucșa Miyu Kato           | 6–3, 6–7(5–7), [10–2]    |
| Madrid       | Arina Sabalenka                    | Coco Gauff                         | 6–3, 7–6(7–3)            |
| Madrid       | Sorana Cîrstea Anna Kalinskaia     | Veronika Kudermetova Elise Mertens | 6–7(10–12), 6–2, [12–10] |
| Roma         | Jasmine Paolini                    | Coco Gauff                         | 6–4, 6–2                 |
| Roma         | Sara Errani Jasmine Paolini        | Veronika Kudermetova Elise Mertens | 6–4, 7–5                 |
| Montreal     | Victoria Mboko                     | Naomi Osaka                        | 2–6, 6–4, 6–1            |
| Montreal     | Coco Gauff McCartney Kessler       | Taylor Townsend Zhang Shuai        | 6–4, 1–6, [13–11]        |
| Cincinnati   | Iga Świątek                        | Jasmine Paolini                    | 7–5, 6–4                 |
| Cincinnati   | Gabriela Dabrowski Erin Routliffe  | Guo Hanyu Alexandra Panova         | 6–4, 6–3                 |
| Beijing      |                                    |                                    |                          |
|              |                                    |                                    |                          |
| Wuhan        |                                    |                                    |                          |
|              |                                    |                                    |                          |